# 李喜侃
李 喜侃（イ・ヒガン、이희간、創氏名：梅田 二郎（うめだ じろう）、1875年1月9日 - ？）は、日本統治時代の朝鮮で活動した起業家、工作員。本籍地は平安南道順川郡順川面（순천면）であった。

## 生涯
1897年前後に独立協会の会員として活動し、1904年から1905年にかけて尚洞青年会（상동청년회）の幹事などを務めた。 1905年11月、尚洞教会で開かれた乙事条約（第二次日韓協約）反対会に参加した。1907年にハーグ密使事件に関与した直後から、身辺に脅威を感じて、ロシア帝国のウラジオストクに移住し、1908年にはウラジオストク付近にあった秋豊洞校（추풍동교）という学校に、教師として在職した。
1910年代には朝鮮に帰国し、その後、日帝官憲の密偵として活動しながら、鉱業、開墾業、商業、高利貸金業などに従事した。1913年7月4日には、朝鮮総督府から平安南道成川郡ウンサン面（운산면）に所在した金鉱の営業許可を受け、1918年11月、ロシア領のニコリスク（後のウスリースク）にあった朝鮮人自治団中央総会（조선인자치단 중앙총회）の機関紙「韓族公報（한족공보）」に、運営資金2,000ルーブルを寄贈した。
1918年、日本のシベリア出兵が始まった当時には、満洲のハルビン地域で自身の影響力を拡大するため,
子爵・宋秉畯（野田秉畯）、警察幹部・具然壽、密偵・裵貞子（田山貞子）を利用しながら、ハルビン地域の朝鮮人有力者から資金を集め、各種の利権を獲得した。1919年10月には、中国の上海と奉天（後の瀋陽市）で、アメリカ合衆国による朝鮮人独立運動支援の動きに関する情報を入手し、後にこれを関東軍参謀部に渡した。
朝鮮総督府の密偵として活動している間、上海に駐在した大韓民国臨時政府の瓦解工作や、柳東説と金羲善ら満州へ亡命した独立運動家に対する帰順や和解するよう工作した。特に、1920年11月から12月にかけての李喜侃による帰順や和解の工作を受け入れた金羲善は、1922年1月に大韓民国臨時政府から「敵に投降した（日帝に投降した）変節者（적에게 투항한(일제에 투항한) 변절자）」と規定されるに至った。
1919年10月から12月にかけて、朝鮮総督・斎藤実や、朝鮮軍司令官・宇都宮太郎と随時面会を持ち、1919年11月にはハルビン地域の朝鮮人社会への影響力を拡大するために裵貞子をハルビンに招聘した。1920年6月には、斉藤総督から、上海駐在大韓民国臨時政府の瓦解工作および朝鮮人和解工作遂行資金として、2,000円を受領した。
1922年5月22日には、日本の国家主義右翼組織である黒龍会系列に属していた組織である東光会（동광회）の朝鮮総支部総幹事に選任された（ただし、「동광회」については「同光会」とする記述もある）。東光会は、日本の帝国議会にいわゆる「內政獨立請願書」を提出しようという運動を展開したが、1922年10月、朝鮮総督府から施政方針に違反するという理由で強制解散させられた。1924年3月には、親日団体人各派維持連盟（친일단체인 각파유지연맹）に発起人として参加したが、その後の行動については知られていないとされる。
ただし、1934年に大本教が人類愛善会朝鮮本部を組織した際に、内田良平の意を受けた李喜侃が、会員獲得に活動したとする記述もある。
李喜侃は、2009年に親日反民族行為真相糾明委員会が発表した親日反民族行為705人名簿に含まれた。